# Peter Gröning (Politiker)

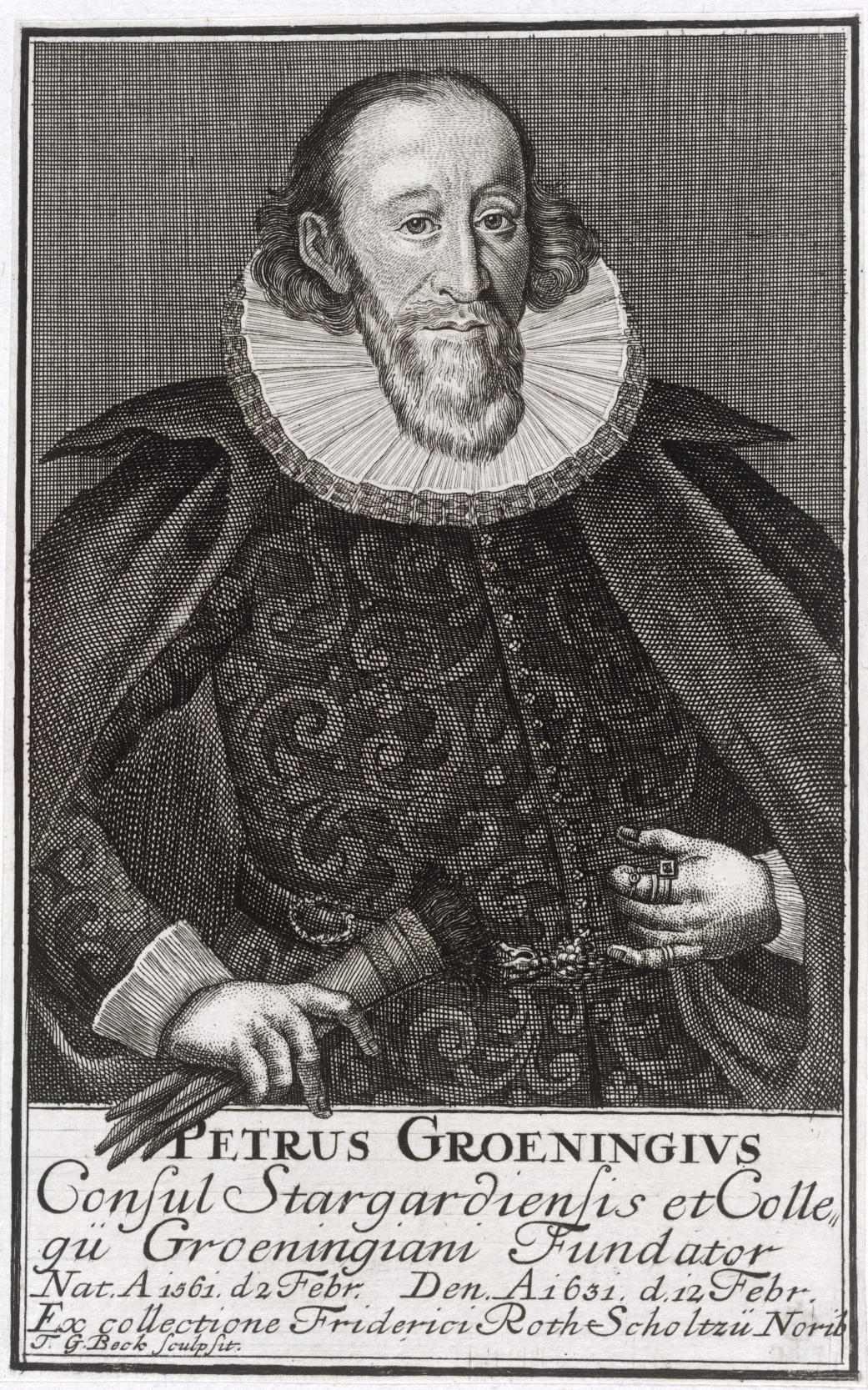
Peter Gröning, Stich von Johann Georg Beck

Peter Gröning (* 1561 in Stargard in Pommern; † 12. Februar 1631 ebenda) war ein deutscher Politiker und in der ersten Hälfte des 17. Jahrhunderts Bürgermeister seiner Heimatstadt und Stifter des Gröningschen Collegiums, das als Gymnasium bis 1945 bestand.

## Leben
Peter Gröning war der Sohn des Stellmachers und Ältermannes der Stellmacherzunft Peter Gröning und dessen Frau Gertrud Bellin. Über seine Kindheit gibt es keine sicheren Informationen. Im Alter von zwölf Jahren soll er die Stadtschule verlassen und eine gewöhnliche Schreib- und Rechenschule besucht haben. 1575 trat er als Schreiber in den Dienst des Stettiner Hofrates und Landvogtes von Stolp Svante Tessen und begleitete diesen auf Reisen durch Pommern und Polen bis nach Russland. Im Jahr 1578 wechselte er in den Dienst des Schlosshauptmanns von Bütow, Anton von Zitzewitz, bei dem er ebenfalls als Schreiber arbeitete. Durch Empfehlung von Zitzewitzs erhielt er 1580 eine Anstellung in der Kanzlei des Herzogs Ernst Ludwig von Pommern-Wolgast. Ernst Ludwig entsandte ihn ins Amt Pudagla, wo er die Aufsicht über die Getreidevorräte des ehemaligen Klosters hatte. Anschließend arbeitete er im Rentamt in Wolgast unter dem Rentmeister Felix Husen. 1584 war er Rentmeister des Amtes Jasenitz.
1588 schied er aus dem herzoglichen Dienst aus und kehrte nach Stargard zurück. Dort heiratete er bald darauf die Ratsherrenwitwe Margarete Neuenberg, die das Haus ihres verstorbenen Mannes Peter Neuenberg mit in die Ehe brachte, und wurde in die Seglergilde aufgenommen. Als Kaufmann handelte er vor allem mit Salz und landwirtschaftlichen Produkten wie Wolle und Getreide und kam bald zu Wohlstand. 1591 wurde er in den Rat der Stadt gewählt. Aus seiner Zeit als Ratsherr ist überliefert, dass er an Besichtigungsfahrten auf der Ihna und zum Dammschen See teilnahm, um die Schiffbarkeit der Gewässer zu kontrollieren. Am 21. August 1608 wurde er Kämmerer. Neben seinem Handelsgeschäft trat er auch als Geldverleiher auf.
1616 wurde er zum Bürgermeister von Stargard gewählt. Die Stadt hatte zu dieser Zeit drei Bürgermeister, die beiden anderen waren Thomas Mildenitz und Laurentius Bollhagen. Als 1625 die Pest in Stargard zahlreiche Menschenleben forderte, sah Peter Gröning sich veranlasst, gemeinsam mit seiner Frau ein Testament zu verfassen. Im Einverständnis mit seiner Frau, mit der er seit 37 Jahren in kinderloser Ehe lebte, bestimmte er 7000 Gulden aus seinem Vermögen für verschiedene Stiftungen. Der größte Teil, etwa 4100 Gulden, wurde für die Unterstützung studierender Knaben der Stadtschule vorgesehen. Seine Frau Margarete starb am 23. November 1628, während Peter Gröning selbst schwer erkrankt war und Stargard unter der Besatzung durch kaiserliche Truppen unter Führung des Obristen Ottavio Piccolomini litt. In zweiter Ehe heiratete er am 3. Oktober 1630 Barbara Maria von Suckow aus Blankenhagen in Hinterpommern.
Am 28. Januar 1631 machte er sein zweites Testament, in dem er neben anderen Legaten 20.000 Gulden für die Einrichtung eines Collegiums „für gute arme studirende Knaben und Gesellen“ stiftete. Etwa zwei Wochen später starb er und wurde in einer von ihm gestifteten Kapelle in der Marienkirche begraben. Die Gröningsche Stiftung wurde am 5. Mai 1631 durch den Herzog Bogislaw XIV. bestätigt, der auch das nötige Bauholz stellte. 1633 wurde das Collegium eröffnet und 1812 in ein Gymnasium umgewandelt. In dieser Form bestand es bis zum Ende des Zweiten Weltkriegs.